# Семёново (Московская область)
Семёново — деревня в Московской области России. Входит в Павлово-Посадский городской округ. Население — 101 чел. (2010).

## Расположение
Деревня Семёново расположена примерно в 8 км к югу от центра города Павловский Посад. Ближайшие населённые пункты — деревни Бразуново, Часовня и Алфёрово. Рядом протекает река Дрезна.

## История
Деревня Семёново ранее входила в состав волости Загарье. Упоминается в писцовых книгах XVI века: «Деревня Семёново, а Спиридоньева тож, на речке Дрозне, а в ней крестьянских 4 двора, да бобыльских 2 двора…». По данным пятой ревизии 1795—1797 годов в деревне было 15 дворов и 104 жителя (42 мужчины и 62 женщины). В 1952 году в деревне было 24 двора и 182 жителя. В конце XIX века многие жители деревни занимались ткацким промыслом. До революции в деревне была часовня.
По данным переписи 1926 года, в деревне было 82 крестьянских хозяйства и проживало 360 человек (170 мужчин и 190 женщин). В 1927 году открылась начальная школа. В 1937 году там было 53 ученика и 2 учителя. В 1960-х годах через деревню Семёново была проложена асфальтовая дорога, соединившая её с райцентром.
В деревне есть  магазин и сельский клуб. В 1990-х годах был установлен памятник погибшим в Великой Отечественной войне. В Семёнове 2 улицы: Заречная и Новая. До Павловского Посада ходит автобус № 22. В деревне множество дачных участков.
С 2004 до 2017 гг. деревня входила в Аверкиевское сельское поселение Павлово-Посадского муниципального района.

## Население
| 1926 | 2002 | 2006 | 2010 |
| ---- | ---- | ---- | ---- |
| 360  | ↘159 | ↘147 | ↘101 |

Согласно Всероссийской переписи, в 2002 году в деревне проживало 159 человек (76 мужчин и 83 женщины); преобладающая национальность — русские (92%). По данным на 2005 год в деревне проживало 147 человек.